# Oxychlamys
Oxychlamys é um género botânico pertencente à família Gesneriaceae.

## Espécie
Oxychlamys pullei

## Nome e referências
Oxychlamys Schlechter